# Brincidofovir
Brincidofovir (CMX001) es una sustancia química que se utiliza como medicamento experimental para tratar infecciones por virus. La desarrolla el laboratorio Chimerix para el tratamiento de infecciones por citomegalovirus, adenovirus y virus del ébola. Brincidofovir es un profármaco, transformándose en cidofovir que es la sustancia activa.

## Ensayos clínicos
Brincidofovir se encuentra en la última fase de estudio en un ensayo clínico para probar su eficacia en el tratamiento de infecciones por citomegalovirus en pacientes que han sido sometidos a trasplante de médula ósea, los cuales presentan un sistema inmune debilitado que los hace propensos a este tipo de infecciones.